# Lista de autores portugueses que entram em domínio público em 2021
Quando o direito autoral de uma obra expira, ela entra em domínio público.
Em Portugal, uma obra entra em domínio público 70 anos após a morte do autor.
Segue-se uma lista de autores Portugueses cujas obras entram em domínio público em 2021.
| Nome                              | Data de Nascimento | Data de Morte | Item no Wikidata                                        |
| --------------------------------- | ------------------ | ------------- | ------------------------------------------------------- |
| Adriano Lucas                     | 1883               | 1950          | Adriano Viégas da Cunha Lucas (Q104623814)              |
| Alberto Pimentel Filho            | 1875               | 1950          | Alberto Pimentel, Filho (Q104625242)                    |
| Albino Armando                    | 1895               | 1950          | Albino Armando (Q104625385)                             |
| Albino Vieira da Rocha            | 1885               | 1950          | Albino Vieira da Rocha (Q106464400)                     |
| Alexandre Ferreira                | 1877               | 1950          | Alexandre Ferreira (Q104698864)                         |
| Alfredo Coelho de Magalhães       | 1883               | 1950          | Alfredo Coelho de Magalhães (Q106464671)                |
| Alfredo Henrique da Silva         | 1872               | 1950          | Alfredo Henrique da Silva (Q106464748)                  |
| Alfredo Pimenta                   | 1882               | 1950          | Alfredo Pimenta (Q4723837)                              |
| António Maria da Silva            | 1872               | 1950          | António Maria da Silva (Q611175)                        |
| António Pinto de Mesquita         | 1860               | 1950          | António Pinto de Mesquita (Q106464758)                  |
| António Tomás de Lima             | 1887               | 1950          | António Tomás de Lima (Q16492504)                       |
| Armando Cirilo Soares             | 1883               | 1950          | Armando Cirilo Soares (Q106464540)                      |
| Arnaldo Faria de Ataíde e Melo    | 1886               | 1950          | Arnaldo Faria de Ataíde e Melo (Q105849029)             |
| Carlos Parreira                   | 1890               | 1950          | Carlos Parreira (Q106464507)                            |
| Carlos Pato                       | 1921               | 1950          | Carlos Pato (Q106464479)                                |
| Diogo Ivens                       | 1903               | 1950          | Diogo Ivens (Q106464502)                                |
| D. João de Almeida                | 1866               | 1950          | João de Almeida (Q106464548)                            |
| Donaciano de Abreu Freire         | 1889               | 1950          | Donaciano de Abreu Freire (Q106464339)                  |
| Duarte Bruno                      | 1868               | 1950          | Duarte Bruno (Q106464378)                               |
| Duarte Leite                      | 1864               | 1950          | Duarte Leite (Q1261617)                                 |
| Ernesto Sardinha                  | 1888               | 1950          | Ernesto Sardinha (Q106464293)                           |
| Eugénio Jalhay                    | 1891               | 1950          | Eugénio Jalhay (Q106464351)                             |
| Flávio Rodrigues da Silva         | 1902               | 1950          | Flávio Rodrigues da Silva (Q10283100)                   |
| João Baptista Amâncio Gracias     | 1872               | 1950          | João Baptista Amâncio Gracias (Q106464346)              |
| João dos Reis Gomes               | 1869               | 1950          | João dos Reis Gomes (Q98495670)                         |
| Joaquim Augusto Moutinho          | 1869               | 1950          | Joaquim Augusto Moutinho (Q106464566)                   |
| Joaquim Costa                     | 1877               | 1950          | Joaquim Costa (Q104638709)                              |
| Joaquim Gomes Monteiro            | 1893               | 1950          | Joaquim Gomes Monteiro (Q106464602)                     |
| Jordão Apolinário de Freitas      | 1866               | 1950          | Jordão Apolinário de Freitas (Q106464387)               |
| Jordão de Freitas                 | 1866               | 1950          | Jordão Apolinário de Freitas (Q106464387)               |
| José António Gascon               | 1883               | 1950          | José António Gascon (Q10308786)                         |
| José Pereira dos Santos Cabral    | 1885               | 1950          | José Pereira dos Santos Cabral (Q16930196)              |
| Júlio Câmara                      | 1876               | 1950          | Júlio Câmara (Q106464657)                               |
| Júlio Cardona                     | 1879               | 1950          | José Júlio Cardona (Q21290140)                          |
| Lúcio Alberto Pinheiro dos Santos | 1889               | 1950          | Lúcio Alberto Pinheiro dos Santos (Q15998008)           |
| Manuela Porto                     | 1908               | 1950          | Manuela Porto (Q105105295)                              |
| Manuel Monteiro Velho Arruda      | 1873               | 1950          | Manuel Monteiro Velho Arruda (Q10324393)                |
| Mário Afonso de Carvalho          | 1887               | 1950          | Mário Afonso de Carvalho (Q106464713)                   |
| Raul Frederico Rato               | 1885               | 1950          | Raul Frederico Rato (Q10357601)                         |
| Rodrigo Fernandes Fontinha        | 1875               | 1950          | Rodrigo Fernandes Fontinha (Q106464594)                 |
| Saavedra Machado                  | 1887               | 1950          | Saavedra Machado (Q106464472)                           |
| Sales da Veiga Coutinho           | 1865               | 1950          | Lourenço Francisco Sales da Veiga Coutinho (Q106464569) |
| Sílvia Cardoso                    | 1882               | 1950          | Sílvia Cardoso (Q17280388)                              |
| Tomás Borba                       | 1867               | 1950          | Tomás Vaz de Borba (Q10383128)                          |
| Vasco Valente                     | 1883               | 1950          | António Vasco Rebelo Valente (Q106464294)               |